# Буранное (Курганская область)
Буранное — деревня в Петуховском районе Курганской области. Входит в состав Пашковского сельсовета.

## История
Основано как 1-е отделение Петуховского зерносовхоза.

## Население
| 1989 | 2002 | 2010 |
| ---- | ---- | ---- |
| 217  | ↘127 | ↘79  |

Национальный состав
Согласно результатам Всероссийской переписи населения 2002 года, в национальной структуре населения русские составляли 94 %.